# White Collar
White Collar is een Amerikaanse televisieserie die oorspronkelijk liep van 23 oktober 2009 tot en met 18 december 2014. De serie werd in de Verenigde Staten uitgezonden door USA Network, in Nederland door RTL 8 en in België door VTM.

## Verhaal
Neal Caffrey is een oplichter, vervalser en een dief. Hij is echter gevangengenomen na drie jaar kat-en-muisspel met de FBI. Na drie jaar en negen maanden van zijn gevangenisstraf ontsnapt hij uit de streng beveiligde federale gevangenis om Kate, zijn ex-vriendin, te vinden. Peter Burke, de FBI-agent die Caffrey gevangen heeft genomen, gaat naar hem op zoek en brengt hem terug naar de gevangenis. Vooraleer hij weer in de gevangenis belandt, geeft Caffrey aan informatie te hebben over een andere zaak waaraan Burke werkt. Deze informatie wil hij echter alleen kwijt aan Burke als er een ontmoeting wordt geregeld waarbij Caffrey met hem kan praten. Tijdens deze ontmoeting stelt Caffrey voor om Burke te helpen andere criminelen op te pakken als onderdeel van het programma voor zijn vervroegde vrijlating. Burke twijfelt, maar gaat akkoord. Na de succesvolle arrestatie van een aantal witteboordencriminelen heeft Caffrey aan Burke bewezen dat hij hem echt wil helpen, en dat hij niet zal proberen om opnieuw te ontsnappen.
| Seizoen | Rolverdeling                 | Rolverdeling            | Rolverdeling                       | Rolverdeling           | Rolverdeling                  | Rolverdeling                     |
| ------- | ---------------------------- | ----------------------- | ---------------------------------- | ---------------------- | ----------------------------- | -------------------------------- |
| 1       | Neal Caffrey (Matthew Bomer) | Peter Burke (Tim DeKay) | Elizabeth Burke (Tiffani Thiessen) | Mozzie (Willie Garson) | Clinton Jones (Sharif Atkins) | Lauren Cruz (Natalie Morales)    |
| 2       | Neal Caffrey (Matthew Bomer) | Peter Burke (Tim DeKay) | Elizabeth Burke (Tiffani Thiessen) | Mozzie (Willie Garson) | Clinton Jones (Sharif Atkins) | Diana Barrigan (Marsha Thomason) |
| 3       | Neal Caffrey (Matthew Bomer) | Peter Burke (Tim DeKay) | Elizabeth Burke (Tiffani Thiessen) | Mozzie (Willie Garson) | Clinton Jones (Sharif Atkins) | Diana Barrigan (Marsha Thomason) |
| 4       | Neal Caffrey (Matthew Bomer) | Peter Burke (Tim DeKay) | Elizabeth Burke (Tiffani Thiessen) | Mozzie (Willie Garson) | Clinton Jones (Sharif Atkins) | Diana Barrigan (Marsha Thomason) |
| 5       | Neal Caffrey (Matthew Bomer) | Peter Burke (Tim DeKay) | Elizabeth Burke (Tiffani Thiessen) | Mozzie (Willie Garson) | Clinton Jones (Sharif Atkins) | Diana Barrigan (Marsha Thomason) |

## Personages

### Vaste personages

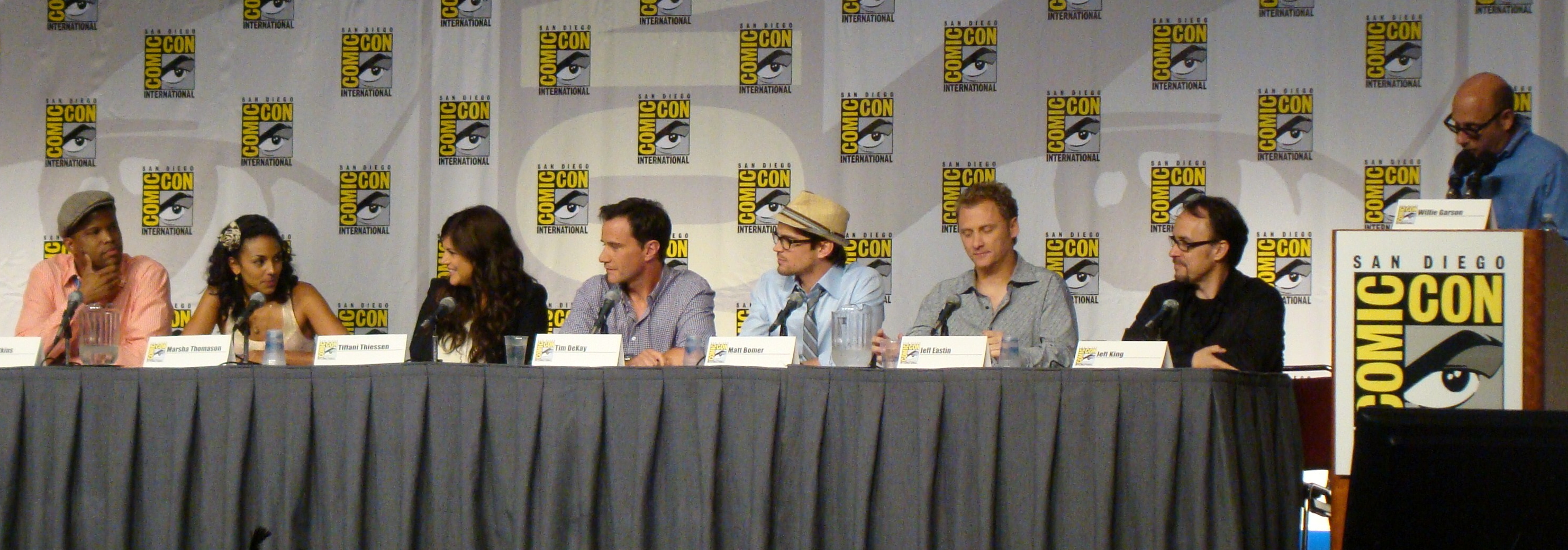
De vaste cast van White Collar

- Neal Caffrey, gespeeld door Matthew Bomer, is een van 's werelds grootste oplichters. Nadat hij gevangen is genomen ontsnapt hij uit de gevangenis. Hij wordt alweer snel ingerekend door Peter Burke. In ruil voor zijn vrijheid zal Neal de FBI moeten helpen de meest ongrijpbare criminelen op te pakken in het land. Nu moet Neal een lijn tussen zijn nieuwe leven als FBI-agent en zijn oude leven als crimineel laten lopen. Ondanks dat hij de kans krijgt om een nieuw leven voor zichzelf op te bouwen valt Neal vaak terug in zijn oude gewoontes die hem dwingen een keuze te maken tussen zijn oude of nieuwe leven. Neal is er altijd al in geslaagd om zijn zin te krijgen maar sinds de dood van zijn vriendin, Kate, is het enige waarnaar hij echt verlangt verdwenen. Zijn zoektocht naar Kate is nu omgetoverd tot een zoektocht naar haar moordenaar.[1]
- Peter Burke, gespeeld door Tim DeKay, is een hardwerkende, eerlijke FBI agent en is het hoofd van het onderzoeksteam waarin Neal Caffrey meewerkt. Peter is het persoon van het team dat Neal het meest vertrouwt en is vastbesloten om Neal ervan te overtuigen dat een eerlijk leven mogelijk is. Hij is erg begaan met zijn huwelijk en houdt van zijn leven thuis met zijn vrouw Elizabeth Burke. Peter behaalde een diploma boekhouden en werd aangeworven van de universiteit door de FBI.[2]
- Elizabeth Burke, gespeeld door Tiffani Thiessen, is een evenementplanner en Peter Burkes vrouw. Ze is ondersteunend en is vaak weg. Elizabeth bemoeit zich vaak met zaken, en soms geeft ze dan een zinvolle bijdrage. Ze is een groot bewonderaar van Neal Caffrey en heeft de neiging om het goede in hem te zien als Peter dat even niet kan.[3]
- Mozzie, gespeeld door Willie Garson, is een goede vriend van Neal Caffrey. Mozzie, ook wel Moz genoemd is opgegroeid in verschillende pleeggezinnen en heeft goede banden in de criminele onderwereld. Hij heeft een fotografisch geheugen en veel encyclopedische kennis. Tijdens elke zaak probeert Mozzie een steentje bij te dragen terwijl hij bondgenoot van Neal probeert te blijven. Hij is ook een nuttige bron voor Peter Burke en de FBI zelf.[4]
- Diana Barrigan, gespeeld door Marsha Thomason, is een nieuw teamlid en een van de weinige mensen in het team die Peter Burke vertrouwt. Het was een erge klap voor Diana toen ze werd overgeplaatst naar Washington voor een kantoorbaan. Nu is ze terug in New York en is ze stiekem blij om weer samen met haar oude mentor te werken terwijl ze altijd ruzie maakt met Neal Caffrey.[5]
- Clinton Jones, gespeeld door Sharif Atkins, is Peter Burkes assistent. Hij is verantwoordelijk voor de uitvoering van vele taken tijdens onderzoeken van het team, waaronder bewaking. Hij heeft gestudeerd op de Harvard University en door zijn sterke gevoel voor rechtvaardigheid werkt hij nu bij de FBI.[6]
- Lauren Cruz, gespeeld door Natalie Morales, was een junior FBI-agent. Ze spreekt vijf talen en heeft een doctoraat behaald op de universiteit van Cambridge. Ze was een waardevol lid van het team en hield van undercover werk. Lauren wist ook alles over Neal Caffrey en was toch wel een beetje onder de indruk van hem.[7]

### Terugkerende personages

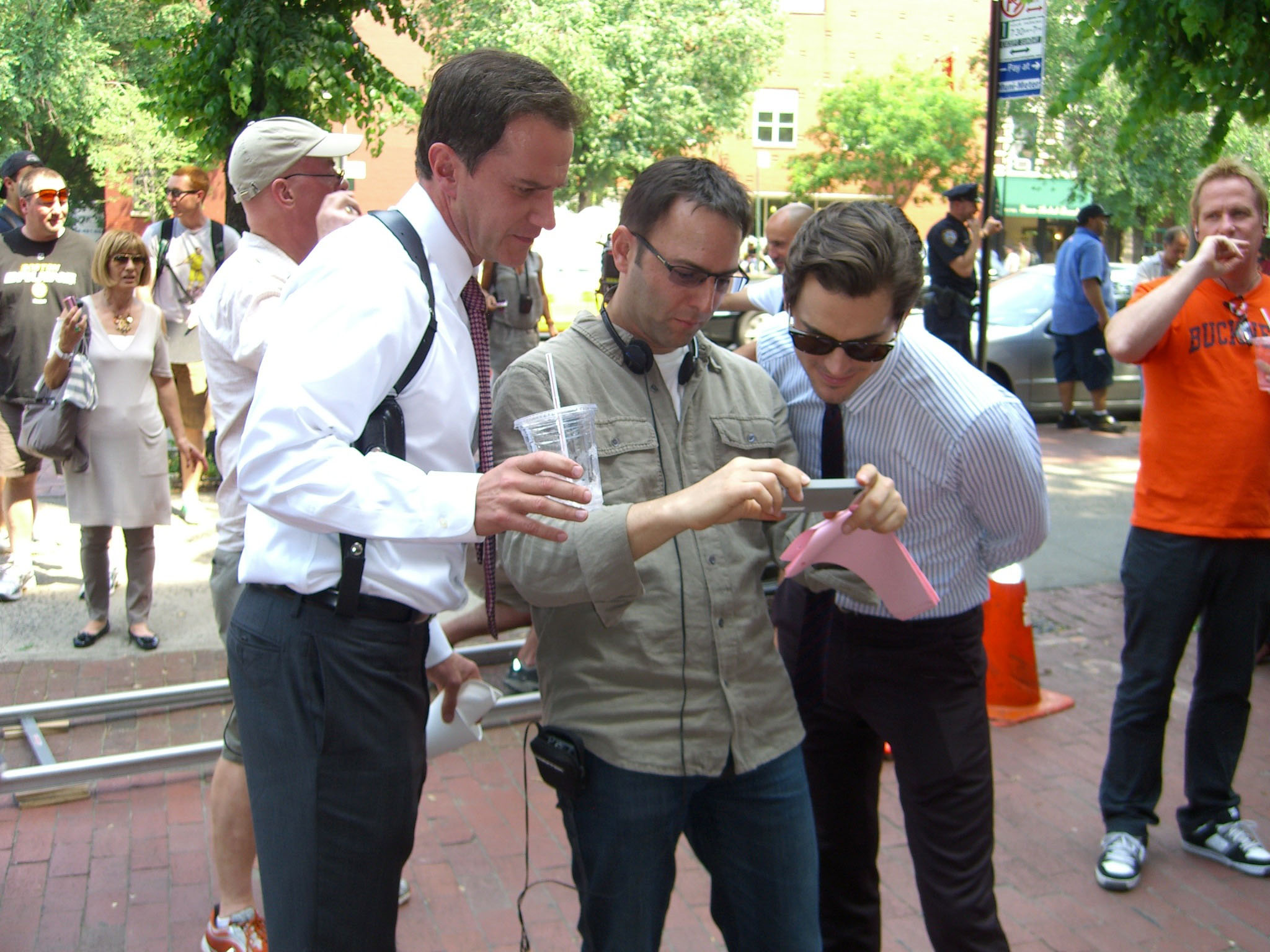
White Collar-acteurs Tim DeKay (links) en Matthew Bomer (rechts) tijdens de opnames van derde seizoen.

- June, gespeeld door Diahann Carroll, is een bejaarde weduwe die Neal Caffrey tegenkomt bij een tweedehandswinkel.
- Kate Moreau, gespeeld door Alexandra Daddario, is Neals vriendin. Kate verbrak haar relatie met Neal terwijl hij nog in de gevangenis zat. Ze gaf Neal mysterieuze aanwijzingen wanneer ze met hem wil gaan praten. Uiteindelijk is ze bereid om een nieuwe start te maken met Neal, maar wanneer ze aan boord is van een privéjet ontploft de jet.
- Alex Hunter, gespeeld door Gloria Votsis, is een voormalige minnares van Neal die werkt in de zwarte markt. Alex buigt zich regelmatig over Burke en Neals zaken.
- Sara Ellis, gespeeld door Hilarie Burton, is een onderzoeker in dienst bij een verzekeringsmaatschappij. Sara getuigde tegen Neal toen hij beschuldigd werd voor het stelen van een schilderij. Ze is vastbesloten om Neal te veroordelen en hem achter de gevangenisdeuren te zien verdwijnen.
- Garrett Fowler, gespeeld door Noah Emmerich, is een agent van het Office of Professional Responsibility (Bureau van de professionele verantwoordelijkheid). Neal denkt dat hij verantwoordelijk is voor de dood van zijn vriendin, Kate.
- Charge Reese Hughes, gespeeld door James Rebhorn, is een agent van het FBI Manhattan White Collar Crime Unit. Hughes zet zijn carrière op het spel om Peter te waarschuwen voor een OPR onderzoek van zijn werkgever.

## Afleveringen
| Seizoen | Afleveringen | DVD release     | Uitzenddatum      | Uitzenddatum       | Uitzenddatum      | Uitzenddatum       |
| Seizoen | Afleveringen | DVD release     | Eerste uitzending | Laatste uitzending | Eerste uitzending | Laatste uitzending |
| ------- | ------------ | --------------- | ----------------- | ------------------ | ----------------- | ------------------ |
| 1       | 14           | 12 juli 2010    | 23 oktober 2009   | 9 maart 2010       | 5 december 2010   | 20 maart 2011      |
| 2       | 16           | 7 juni 2011     | 13 juli 2010      | 8 maart 2011       | 8 mei 2011        | 21 augustus 2011   |
| 3       | 16           | 5 juni 2012     | 7 juni 2011       | 28 februari 2012   | TBA               | TBA                |
| 4       | 16           | 8 oktober 2013  | 10 juli 2012      | 5 maart 2013       | TBA               |                    |
| 5       | 13           | 4 november 2014 | 17 oktober 2013   | 30 januari 2014    | TBA               | TBA                |
| 6       | 6            | 5 mei 2015      | 6 november 2014   | 19 december 2014   | TBA               | TBA                |

## Trivia
- White Collar werd genomineerd voor de 37th People's Choice Awards als favoriete tv-obsessie.
- White Collar was een relatief goed bekeken serie in Amerika. Een nieuwe aflevering trok daar gemiddeld 3,21 miljoen kijkers per aflevering, in Nederland keken er gemiddeld 350.000 mensen naar een aflevering.